# 피머군

애리조나주에서 피머 군의 위치

피머군(Pima County)은 미국 애리조나주 남부에 있는 군이다. 피머 군이라는 이름은 이 지역에 있던 피마 원주민에서 유래한 것이다. 2000년 통계에 따르면 843,746명이 살고 있다. 군청 소재지는 투산이다.
토호노 오담 원주민 보호구역의 대부분과 산 자비에르 원주민 보호구역뿐만 아니라, 오르간 파이프 국정기념물, 아이언우드 국정기념물, 사와로 국립공원과 같은 관광지도 피머군에 있다.
인구의 대부분은 피머 군의 동쪽에 있는 투산과 인근에 몰려 산다. 투산은 애리조나 주에서 두 번째로 큰 도시이자, 상업과 학술의 중심지이다.

## 인구
| 인구조사                                                      | 인구      | Note  | %±     |
| ------------------------------------------------------------- | --------- | ----- | ------ |
| 1870년                                                        | 5,716     |       | —      |
| 1880년                                                        | 17,006    |       | 197.5% |
| 1890년                                                        | 12,673    |       | −25.5% |
| 1900년                                                        | 14,689    |       | 15.9%  |
| 1910년                                                        | 22,818    |       | 55.3%  |
| 1920년                                                        | 34,680    |       | 52.0%  |
| 1930년                                                        | 55,676    |       | 60.5%  |
| 1940년                                                        | 72,838    |       | 30.8%  |
| 1950년                                                        | 141,216   |       | 93.9%  |
| 1960년                                                        | 265,660   |       | 88.1%  |
| 1970년                                                        | 351,667   |       | 32.4%  |
| 1980년                                                        | 531,443   |       | 51.1%  |
| 1990년                                                        | 666,880   |       | 25.5%  |
| 2000년                                                        | 843,746   |       | 26.5%  |
| 2010년                                                        | 980,263   |       | 16.2%  |
| 2019 (추산)                                                   | 1,047,279 | [ 1 ] | 6.8%   |
| U.S. Decennial Census 1790–1960 1900–1990 1990–2000 2010–2018 |           |       |        |